# Михайло Копистенський
Михайло Копистенський (в світі — Матвій; ? — 1610) — український православний релігійний діяч, православний перемишльський єпископ.

## Життєпис
Представник роду дрібної руської шляхти — Копистинських гербу Сас (або Леліва). Мав двох братів. Правдоподібно, його братанком був Захарія Копистенський.
Завдяки королівській номінації став у 1591 році перемишльським єпископом. Згідно зі звичаєм православної церкви, який допускав до посади єпископа ченців, прийняв постриг та ім'я Михаїл. На момент постригу, згідно даних радянських книг, був одруженим.
Як радник єпархії відзначився збільшенням майна церкви, яке частково повернув від шляхти. Підтримував тісні стосунки з львівським єпископом Гедеоном Балабаном. Під його впливом спочатку підтримував унію з РКЦ, потім став ревним противником. 27 березня 1594 брав участь на з'їзді в Сокалі, де під впливом луцького єпископа Кирила Терлецького було прийнято постанову про унію з РКЦ. Разом з Г. Балабаном мав суперечки з Львівським ставропігійним братством. 5-м поставив підпис під документом про унію з РКЦ, прийнятим на з'їзді єпископів у Бересті 12 червня 1595 року. Під впливом князя Костянтина Василя Острозького 1 липня 1595 року разом з Г. Балабаном відкликали свої підписи, що не означало виступ проти унії, бо очікували результатів перемовин К. Терлецького та І. Потія з королем. Після видання королем документу про незалежність унійного духовенства від світської влади 2 серпня 1595 року, може, під впливом К. Терлецького, підписав разом з Г. Балабаном, Д. Збіруйським в Луцьку 27 серпня 1595 документ про дотримання єдності церкви. Згадка про анафему стосовно мирян, які втручаються до справ церкви, викликає припущення, що головною причиною вагань був його з Г. Балабаном конфлікт з Львівським ставропігійним братством.
Між 6/10 жовтня 1596 року брав участь у православному синоді у Бересті під керівництвом К. В. Острозького і патріарха Никифора. За це разом з іншими його учасниками був «виклятий», позбавлений сану унійним синодом. 15 грудня 1596 року був виданий універсал короля про заборону контактів з відлученими. Не виконував їх, разом з Г. Балабаном розвинув діяльність на територіях, підпорядкованих унійним єпископам. Новий документ короля від 22 березня 1599 року примусмв їх до більшої обережності у діяльності; їх підтримували єпископи з Молдавії, Волощини.
Латинський перемиський єпископ Вавжинєц Ґосьліцький втрутився в суперечку: 1) наказав опублікувати акт екскомуніки (відлучення); 2) в 1598 році призначив генеральним унійним вікарієм у Сяноцькому окрузі Еразма Дубицького.
Вислав на з'їзд рокошан у Любліні (відбувся 5—16 червня 1606 року) делегатів з листом, в якому оскаржував дії (тиск для переходу на унію) К. Терлецького, І. Потія.
Після Берестейського собору 9 жовтня 1596 року з багатьох ієрархів Перемиський владика М. Копистенський, як i Львівський єпископ Г. Балабан, залишився православним. За невиконання рішення Собору був позбавлений кафедри.
Правдоподібно, помер 1610 року.

## Сім'я
Був одружений, мав синів Федора (Теодора), Гермогена. Деякі дослідники вказували на повторне одруження.